# Élection présidentielle tunisienne de 1964
L'élection présidentielle tunisienne de 1964, la deuxième du genre à se tenir en Tunisie, est organisée le 8 novembre 1964, le même jour que les législatives. Un an avant ces élections, le Parti socialiste destourien s'est déclaré parti unique dans le pays, d'où le seul candidat à ce scrutin, le président sortant Habib Bourguiba, qui est donc réélu avec 100 % des voix.

## Résultats détaillés
| Inscrits                      | Inscrits                                    | 1 301 534 |                |        |  |  |  |
| Votants                       | Votants                                     | 1 257 947 | 96,65 %        |        |  |  |  |
| suffrages exprimés            | suffrages exprimés                          | 1 255 153 |                | 99,8 % |  |  |  |
| bulletins blancs ou nuls      | bulletins blancs ou nuls                    | 2 794     |                | 0,2 %  |  |  |  |
| Abstentions                   | Abstentions                                 | 43 587    | 3,35 %         |        |  |  |  |
|                               |                                             |           |                |        |  |  |  |
|                               | Candidat Parti politique                    | Voix      | % des exprimés |        |  |  |  |
|                               | Habib Bourguiba Parti socialiste destourien | 1 255 153 | 100 %          |        |  |  |  |
| Sources : Elections in Africa |                                             |           |                |        |  |  |  |